# Dārayyā
Dārayyā (arabiska: داريّا) är en distriktshuvudort i Syrien.   Den ligger i provinsen Rif Dimashq, i den sydvästra delen av landet, 8 kilometer sydväst om huvudstaden Damaskus. Dārayyā ligger 703 meter över havet och antalet invånare är 71 596.
Terrängen runt Dārayyā är platt åt sydost, men åt nordväst är den kuperad. Runt Dārayyā är det ganska tätbefolkat, med 75 invånare per kvadratkilometer.. Närmaste större samhälle är Damaskus, 7,9 kilometer nordost om Dārayyā. 
Runt Dārayyā är det i huvudsak tätbebyggt.